# Order Imtiyaz
Order Imtiyaz, w przedwojennej Polsce znany jako Order Zasługi (tur. İmtiyaz Nişanı, Nişan-ı İmtiyaz) – najwyższe odznaczenie Imperium Osmańskiego, nadawane w latach 1879–1923. Początkowo przyznawany tylko w na wielkiej wstędze, z dodatkowym złotym i srebrnym Medalem Imtiyaz, później podzielony na trzy klasy (wielka wstęga, komandor, kawaler) i dwustopniowy medal. Noszony na zielono-czerwonej wstędze orderowej.